# Дунфан Шо
Дун Фан Шо (кит. 東方朔, 東方生, «Dong fang Shuo», «Рождённый на Востоке», 154 до н. э. — 92 до н. э.) — полулегендарный китайский учёный, чиновник времен империи Ранняя Хань. После смерти причислен к даосскому пантеону как божество.
Точной биографии Дунфан Шо нет. Существует лишь ряд легенд. В одной из них рассказывается как Шо увидел животное по имени «конориг» (騶牙) и задумал привезти её на родину. Прибытие этого животного было счастливым знамением и дела в Поднебесной пошли хорошо. В другой раз Шо смог ликвидировать быкоподобное чудовище «поветрие» (患), которое загородило дорогу императору У-ди. Сообразительный учёный напоил чудовище рисовым вином, от чего оно развалилось в воздухе.
В позднейших сборниках и канонах даосизма Дунфан Шо выступает как укротитель чудовищ и обладатель волшебной силы, а также похититель трёх волшебных персиков бессмертия из сада богини Си-ван-му. Съев персики, Шо стал бессмертным. С тех пор его почитают как защитника от призраков, болезней, а также как бога долголетия.
В Японии Дунфан Шо известен по спектаклю театра но, который носит его имя. В ней он выступает как святец-отшельник.
Дунфан Шо изображена в У Шуан Пу (無雙 譜, Таблица несравненных героев) Цзинь Гуляна.